# Corporate Memphis

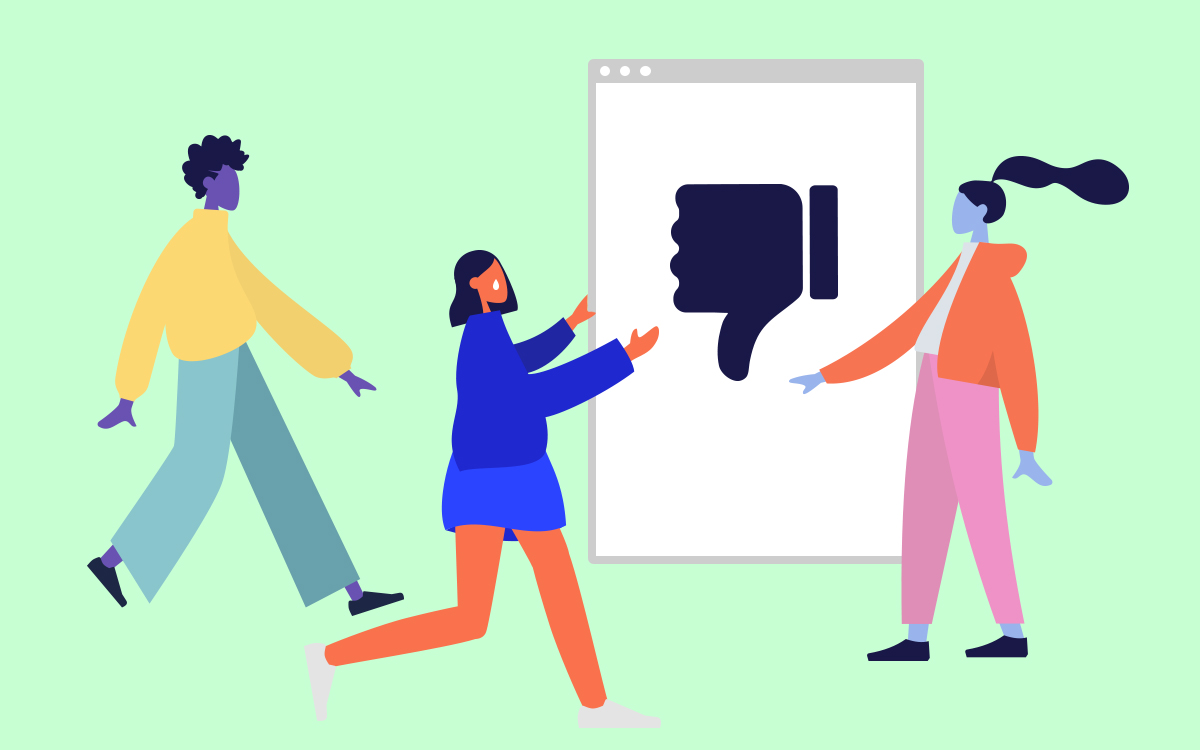
Illustratie in de Corporate Memphis-stijl (2019)

Corporate Memphis verwijst naar een geometrische platte kunststijl die eind 2010s populair werd onder Big Tech-bedrijven. De term is een verwijzing naar de Memphisgroep, een Italiaanse architectuurgroep uit de jaren 80 die bekend stond om opzichtige en kinderlijke kunststijlen. Het staat ook wel bekend als de Big Tech-stijl, Globohomo-stijl en Alegria-stijl. Globohomo is een samentrekking van 'globalized homogenization' (Nederlands: culturele homogenisering), een aspect van culturele globalisering dat verwijst naar de vermindering van culturele diversiteit.
De stijl wordt getypeerd door geometrische vormen, egale kleuren, minimale diepte (plat), onrealistische huidskleuren en overdreven proporties (voornamelijk de ledematen). Het doel is om te signaleren dat een bedrijf leuk en creatief is. Ook is het niet beledigend en gemakkelijk te produceren. De stijl wordt bekritiseerd omdat hij niet authentiek overkomt. Zo presenteert de stijl menselijke interacties met een soort utopisch optimisme.

## Geschiedenis
In 2017 begon Facebook met het uitrollen van een reeks nieuwe illustraties ter begeleiding van de inhoud op de website. Voor de illustraties werd de Alegria-stijl ontwikkeld door ontwerpbureau Buck. Alegria is Spaans voor 'vreugde'. In de daaropvolgende jaren namen bedrijven zoals Airbnb, Hinge, Lyft, Airtable, Google en YouTube allemaal vergelijkbare kunststijlen aan, waarmee de stijl de standaard werd onder technologiebedrijven.